# Scolothrips pallidus
Scolothrips pallidus är en insektsart som först beskrevs av Beach 1896.  Scolothrips pallidus ingår i släktet Scolothrips och familjen smaltripsar. Inga underarter finns listade i Catalogue of Life.